# كيث كيلي
كيث كيلي (بالإنجليزية: Keith Kelly)‏ (5 مارس 1983 بورت رويال جامايكا - ) هو لاعب كرة قدم جامايكي يلعب كلاعب وسط.

## روابط خارجية
- كيث كيلي على موقع قاعدة بيانات كرة القدم.إي يو (الإنجليزية)
- كيث كيلي على موقع ناشيونال فوتبول تيمز (الإنجليزية)
- كيث كيلي على موقع Soccerway.com (الإنجليزية)